# Trälarna
Trälarna är en serie ungdomsböcker av författaren Sven Wernström. Den första boken i serien med samma namn kom 1973. Böckerna har en tydlig politisk prägel och färgas starkt av Wernströms engagemang inom vänsterrörelsen samt den samtid i vilken de skrevs. 
Handlingen, vilken utspelar sig i trakten av det som så småningom blev Norrköping, börjar under tidig medeltid och slutar i nutid. Böckerna skildrar människor i arbetslivet och utgör en politiskt-pedagogisk tolkning där Wernström, bland annat genom metaforer och symboler, skildrar historien utifrån sin politiska övertygelse med avsikten att påverka läsaren med sitt politiska budskap. Wernström hade inspirerats av Vilhelm Mobergs Min Svenska Historia och ville skriva något liknande, men baserat på vad Wernström enligt egen utsago såg som en uppvisning av klasskamp genom historien. Wernström såg själv serien som sitt livsverk.
Serien har bland annat belönats med Heffaklumpen och Nils Holgersson-plaketten och har även animerats.
Bokserien är en av titlarna i boken Tusen svenska klassiker (2009).

## Ingående delar
- 1973 - Trälarna
- 1974 - Trälarnas söner
- 1974 - Trälarnas döttrar
- 1975 - Trälarnas kamp
- 1976 - Trälarnas uppror
- 1977 - Trälarnas vapen
- 1978 - Trälarnas fruktan
- 1981 - Trälarnas framtid

### Del 1:Trälarna
Trälarna gavs första gången ut 1973 och tilldrar sig under medeltid (1000-1300). I första kapitlet, 1000-talet, får man följa trälpojken Halte samt livet på en stormansgård. Andra kapitlet, 1100-talet, handlar om trälflickan Ylvas bröllop och den gradvisa frigivningen av trälarna samt hur Sverige sakta övergår till kristendomen. Tredje kapitlet, 1200-talet, följer en familj som flyttar till staden för att söka arbete efter att tidigare ha varit trälar. Här speglas också uppror mot av statsmakten tillsatta fogdar som i många fall inte var särskilt omtyckta av befolkningen, bland vilka de kunde fara hårt fram. Fjärde kapitlet, 1300-talet, handlar bland annat om digerdöden och dess skadeverkningar.

### Del 2:Trälarna söner
Del 2, Trälarnas söner, utspelar sig under 1400-1600-tal.